# Deutscher Filmförderfonds

Das Logo des Fonds

Der Deutsche Filmförderfonds (DFFF) ist eine seit dem 1. Januar 2007 auf Initiative des Bundesbeauftragten der Bundesregierung für Kultur und Medien in Kraft getretene Filmförderung, in dessen Rahmen jährlich 50 Millionen Euro (im Jahr 2017 erstmals 75 Millionen Euro) für die Produktion von Kinofilmen in Deutschland zur Verfügung gestellt werden. Verwaltet wird der DFFF durch die Filmförderungsanstalt mit Sitz in Berlin.
Antragsberechtigt sind alle Filmhersteller, die einen Wohn- und Geschäftssitz in Deutschland haben und einen Eigenanteil von mindestens 5 Prozent der Herstellungskosten tragen. Auf Antrag werden bis zu 20 Prozent der in Deutschland ausgegebenen Produktionskosten erstattet. 

## Ziel

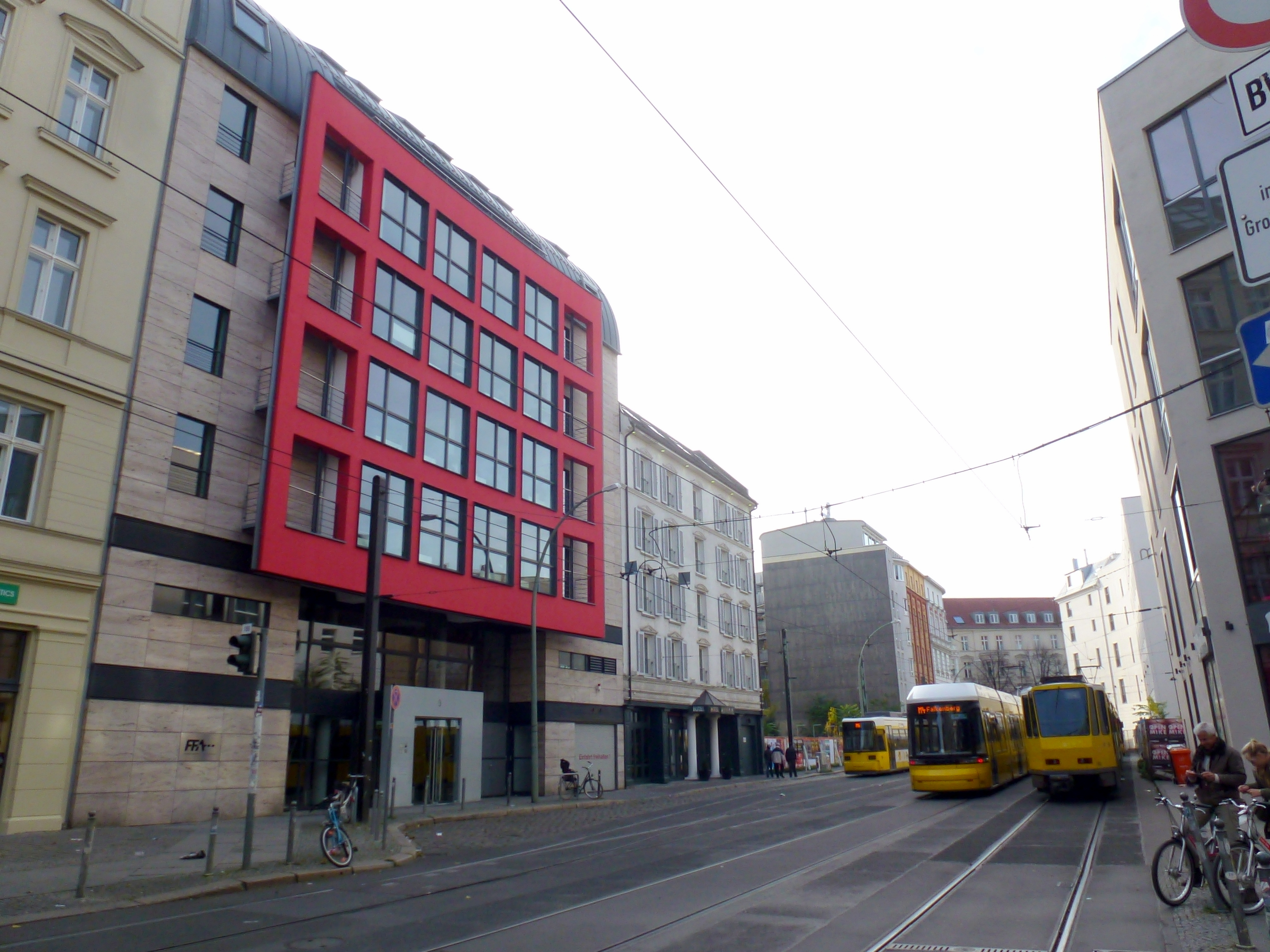
Sitz der Filmförderungsanstalt (FFA) in Berlin

Ziel des Deutschen Filmförderfonds ist es, die wirtschaftlichen Rahmenbedingungen in Deutschland zu verbessern, die internationale Wettbewerbsfähigkeit der filmwirtschaftlichen Unternehmer zu erhalten und zu fördern und nachhaltige Impulse für den Produktionsstandort Deutschland sowie weitere volkswirtschaftliche Effekte zu erzielen. Dabei sollen insbesondere die Finanzierung von Kinofilmen für Hersteller in Deutschland erleichtert und die in Deutschland ausgegebenen Produktionskosten gesteigert werden.

## Förderungsvoraussetzungen
Um eine Förderung zugesprochen zu bekommen, muss sowohl der Antragsteller wie auch der Film bestimmte Voraussetzungen erfüllen, wobei je nach Gattung (Spiel-, Dokumentar- oder Animationsfilm) und je nachdem, ob es sich um ein Erstlingswerk handelt, verschieden hohe Anforderungen gestellt werden.

## Art und Höhe der Förderung
Die Förderung erfolgt in Form einer automatischen Förderung, so dass der Antragsteller bei Erfüllung der Förderungsvoraussetzungen und Vorhandensein von ausreichenden Mitteln eine nicht rückzahlbare Zuwendung ohne Gremiumsentscheidung erhält. Eine Förderung wird gewährt, wenn mindestens 25 Prozent des gesamten Produktionsbudgets in Deutschland ausgegeben werden. Die Höhe der Zuwendung kann max. 20 Prozent der anerkannten deutschen Herstellungskosten betragen. Die Berechnungsschwelle für die anerkannten deutschen Herstellungskosten beträgt 80 Prozent der Gesamtherstellungskosten. Die Zuwendung beläuft sich auf höchstens 4 Millionen Euro pro Projekt (in Ausnahmefällen bis zu 10 Millionen Euro), wobei ein Finanzierungsbedarf des Antragstellers mindestens in Höhe der Zuwendung erforderlich ist.

## Antrag
Zuständige Einrichtung für die Durchführung der Förderung ist die Filmförderungsanstalt. Die Einreichung des Förderantrags muss spätestens sechs Wochen vor Drehbeginn erfolgen, sobald die Bewilligungsvoraussetzungen nachgewiesen oder zumindest durch Förderzusagen, Letter of Commitment etc. glaubhaft gemacht werden können.

## Bewilligung und Auszahlung
Die Förderzusage kann erst erfolgen, wenn die Bewilligungsvoraussetzungen nachgewiesen und 75 % der Finanzierung geschlossen sind. Nach Zustellung des Zuwendungsbescheids muss der Hersteller innerhalb von drei Monaten die Gesamtfinanzierung nachweisen und innerhalb von vier Monaten mit den Dreh- bzw. Animationsarbeiten beginnen. Ist dies nicht der Fall und erlischt daraufhin der Zuwendungsbescheid, so kann die Förderung – wie auch aus anderen Gründen, z. B. wenn versäumt wird, im Rahmen einer gesetzten Frist die noch für die Vollständigkeit erforderlichen Unterlagen beizubringen – noch bis zu zwei Mal erneut beantragt werden. 
Eine Auszahlung des Zuschusses erfolgt in der Regel nach Fertigstellung des Films, Schlusskostenprüfung durch einen Wirtschaftsprüfer und dem Nachweis der Bewilligungsvoraussetzungen. Auf Antrag ist auch eine ratenweise Auszahlung nach Produktionsfortschritt (1/3 bei Drehbeginn, 1/3 bei Fertigstellung des Rohschnitts, 1/3 nach Prüfung des Schlusskostenstands) möglich. Beträgt der Zuschuss über 2 Millionen Euro, so erfolgt die ratenweise Auszahlung jedoch nur bei Vorlage einer Fertigstellungsversicherung bzw. Vorlage einer entsprechenden Bürgschaft.

## Kritik
Es wird von zahlreichen Medien und Privatpersonen kritisiert, dass auch ausländische Blockbuster massiv mit Steuermitteln gefördert werden. Beispielhaft 8,5 Millionen für Monuments Men (2014), 8,1 Millionen für A Cure for Wellness (2016) und über 10 Millionen für Die drei Musketiere (2011).